# Københavns Lærerforening
Københavns Lærerforening, KLF, er den faglige organisation (fagforening) for lærere ansat i Københavns Kommunes skolevæsen samt øvrige arbejdspladser herunder Uddannelsesvejledningen, blindeinstituttet, Fagligt Center i Børne- og Ungdomsforvaltningen og en række private grundskoler.
Den er fra 1967 en videreførelse af Københavns Kommunelærerforening (stiftet 1895) og Københavns Kommunelærerindeforening (stiftet 1891). Sammenlægningen var en konsekvens af en ny tjenestemandslov, der sidestillede lærere og lærerinder - også lønmæsssigt.
KLF er den største kreds i fagforbundet Danmarks Lærerforening, der igen er tilsluttet Lærernes Centralorganisation og hovedorganisationen Fagbevægelsens Hovedorganisation. Københavns Lærerforening har over 5.500 medlemmer, hvoraf 4.200 er aktive medlemmer. Københavns Lærerforening formidler gennem hjemmesiden KLFnet.dk faglige nyheder ud fra almindelige journalistiske principper og er tilmeldt Pressenævnet. Foruden nyhedsjournalistikken indeholder hjemmesiden også informationer og faglige vejledninger til foreningens medlemmer.